# 집시 소녀 (할스)
집시 소녀 (The Gypsy Girl) 또는 젊은 여성 (La Bohémienne)은 네덜란드 황금시대 회화기에 활동했던 프란스 할스의 패널유화이다. 1628년~1630년에 그렸으며, 특정인에게 의뢰받아 그린 초상화가 아닌, 특정 부류의 사람에 대한 인상과 의상을 담아낸 트로니류 회화에 해당된다. 현재 프랑스 파리의 루브르 박물관에 소장되어 있다.
탁 트인 가슴골은 프란스 할스가 활동하던 당대의 의상에서는 일상적이지 못한 특징이었다. 따라서 미술사학계에서는 일부러 매춘부를 묘사한 것처럼 보이게 했다는 설이 지지를 얻고 있다. 마찬가지로 작품 속의 모델이 19세기의 롬인, 즉 흔히 집시라 불리는 인물을 묘사했을 이유가 없다는 분석이다.

## 역사
이 그림은 1910년 호프스테더 더흐로트가 도판에 처음 실었으며 제목과 설명을 다음과 같이 기술하였다. "119. THE GYPSY GIRL. B. 41; M. 263. 실물 크기에서 절반으로 줄였다. 그림 속에는 활짝 웃는 집시 소녀가 오른쪽을 내려다본 구도이며, 갈색머리를 어깨에 늘어뜨렸다. 그리고 가슴을 드러낸 흰색 슈미즈 위에 빨간색 보디스를 걸치고, 노란색 가슴살을 드러내었다. 정말 멋진 그림이다."
호프스테더 더흐로트는 이 그림에서 앉아 있는 여인의 드레스가 할스의 다른 두 그림과 유사하다는 사실을 알아차리고, 이 그림의 양쪽에 그 드레스를 포함시켰다 (카탈로그번호 118번 / 120번). 첫 경매기록은 1782년 프랑스 파리에서 판매된 것으로 기록되었으며, 이후의 모든 프란스 할스의 카탈로그에는 이 그림이 포함되었다.

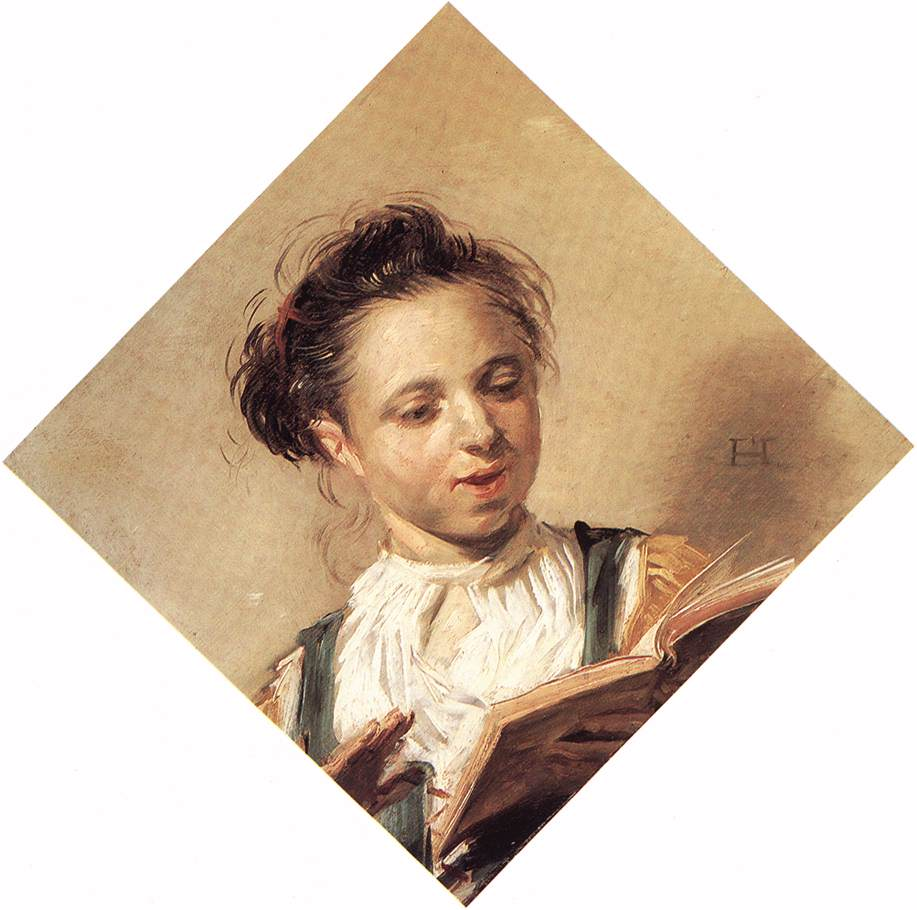
HdG cat. nr. 118: 《노래하는 소녀》
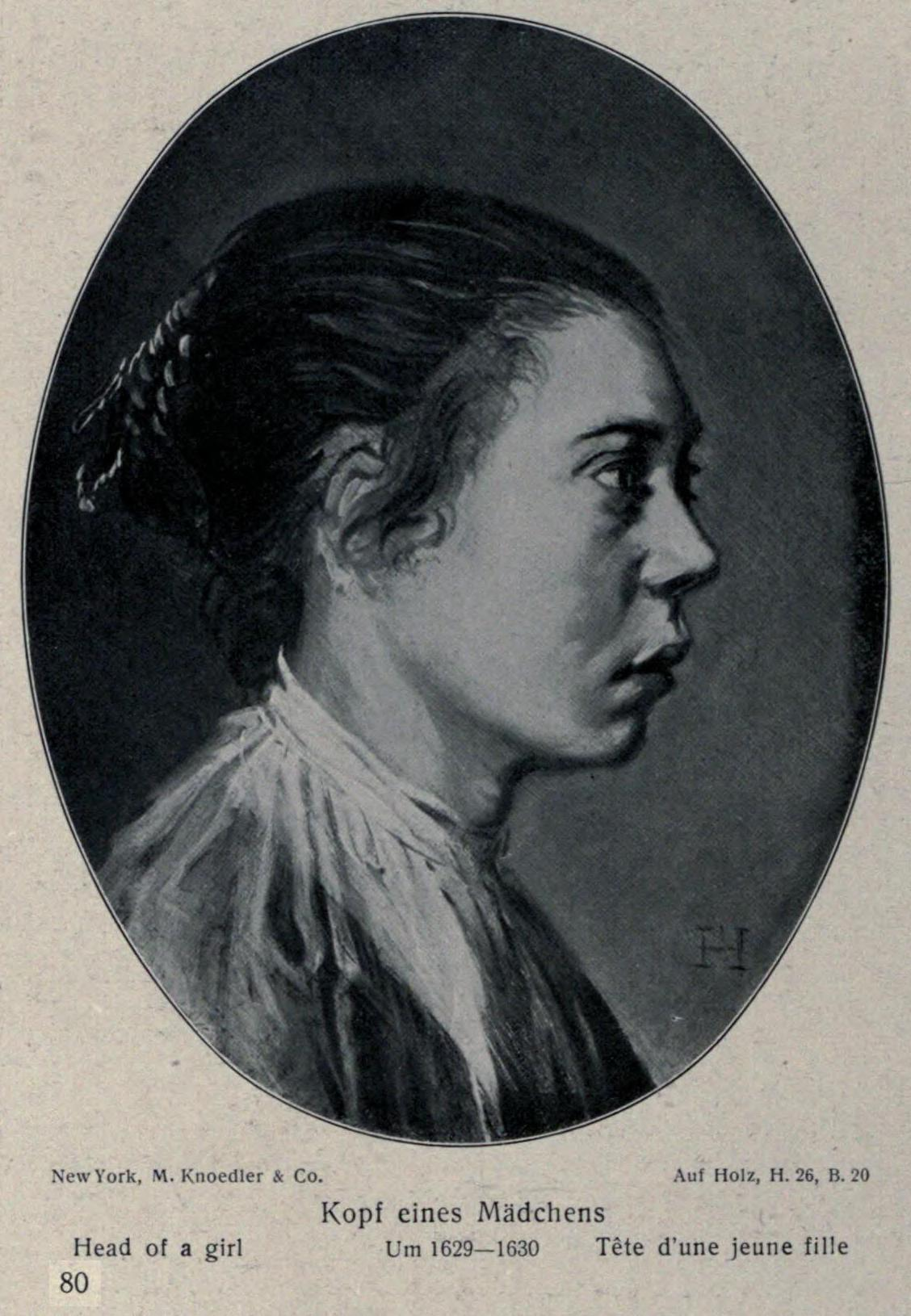
HdG cat. nr. 120:  《오른쪽을 본 소녀의 초상》

## 같이 보기
- 프란스 할스의 작품 목록